# Interieur van de Sint-Bavokerk in Haarlem (1636)
Interieur van de Sint-Bavokerk in Haarlem is een schilderij van de Nederlandse kunstschilder Pieter Saenredam uit 1636, 94 × 55 centimeter groot. Het werk bevindt zich in de collectie van het Rijksmuseum te Amsterdam.

## Context
In de loop van de Tachtigjarige Oorlog (1568-1648) werden katholieke kerken in de noordelijke provincies van de Nederlanden ontdaan van hun talloze ornamenten, zodat er alleen sobere interieurs overbleven. Saenredam reisde door diverse delen van Noord-Nederland om deze interieurs gedetailleerd in beeld te brengen. Het interieur van de Sint-Bavokerk, waar hij later begraven zou worden, beeldde hij zelfs meerdere malen af, vanuit diverse gezichtspunten.
In 1635 maakte Saenredam, toen woonachtig in Haarlem, ter plekke in de plaatselijke Sint-Bavokerk een gedetailleerde schets ter voorbereiding van het hier besproken werk. Deze vormde de basis voor een mathematisch correcte constructietekening waarin hij de situatieschets perspectivisch uitwerkte. Met behulp van rasterpatronen bracht hij de constructietekening over op een groter paneel. Hij voltooide het uiteindelijke schilderij op 15 april 1636.

## Afbeelding
Saenredam koos voor Interieur van de Sint-Bavokerk in Haarlem een gezichtspunt van achter een boog in de zuidelijke kooromgang, waardoor een soort van tweede omlijsting ontstaat. Daardoor gaat de blik vanzelf omhoog naar het oude "grote orgel" in de noordelijke kooromgang, waarvan een luik beschilderd is met de opstanding van Christus: een merkwaardig overblijfsel van de destijds allang in onbruik geraakte katholieke versieringen.. In een kapel rechtsonder staat een klein orgel, waarop ook de signatuur en datering staan.

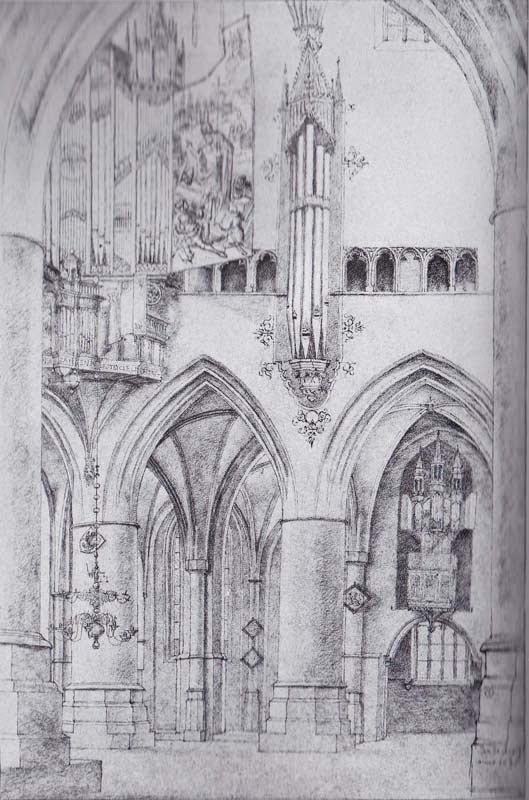
Studie, 1635

Bij de grote zuil links zit een vrouw met twee kinderen. Op de achtergrond lopen ook nog enkele personen. De in dezelfde kleurtonen geschilderde kleine figuren dienen om de grootte van het kerkgebouw te benadrukken. Ook voegen ze een menselijk aspect toe aan het strenge immense gebouw en sturen ze de blik van de toeschouwer. Verholen in de galerij ontmoeten een man en een vrouw elkaar: een intiem tafereeltje. De jongen op de voorgrond richt zijn blik op een man met een degen, die op zijn beurt de pracht van het orgel aanschouwt.
Saenredam werkte uiterst zorgvuldig en streefde allereerst een realistische weergave na, verre van het maniërisme dat toentertijd gangbaar was. In beginsel werkte hij waarheidsgetrouw, maar soms voerde hij ook kleine perspectivische aanpassingen door om een picturaal effect te bereiken. Zo is in het schilderij de boog tussen de twee pilaren duidelijk smaller en puntiger dan in de schets. Hierdoor creëert hij een opvallend verticaal effect dat het werk haar bijzondere gotische strengheid verleent. Toch is schilderij geen koude, mechanische perspectiefstudie: het straalt warmte, sfeergevoel, ruimte en een serene rust uit. De sfeerverhogende bruin-rood-grijze kleurtinten van het orgel en haar gedetailleerde uitwerking, die contrasteert met de gladde zuilen, dragen daar eens te meer aan bij. Bijzonder is ook de aandacht voor belichting en schaduwwerkingen, waarbij hij de ruimtes naar achteren toe zelfs steeds lichter maakt. De typerende witkleuren bewerkstelligde hij door toevoeging van krijt, waardoor een soort whitewash-effect ontstaat.
Saenedams stijl vond veel navolging, maar werd volgens velen nooit werkelijk geëvenaard.

## Andere interieurwerken van de Sint-Bavo
Saenredam maakte in zijn werkzame leven nog diverse andere werken met het interieur van de Sint-Bavokerk als onderwerp, steeds volgens een vergelijkbaar procedé, op basis van ter plaatse gemaakte tekeningen, in olieverf op paneel. De meeste van deze schetsen ontstonden tussen 1630 en 1637. Vaak gebruikte hij ze jaren nadien nog als uitgangspunt voor een schilderij.
Enkele voorbeelden:

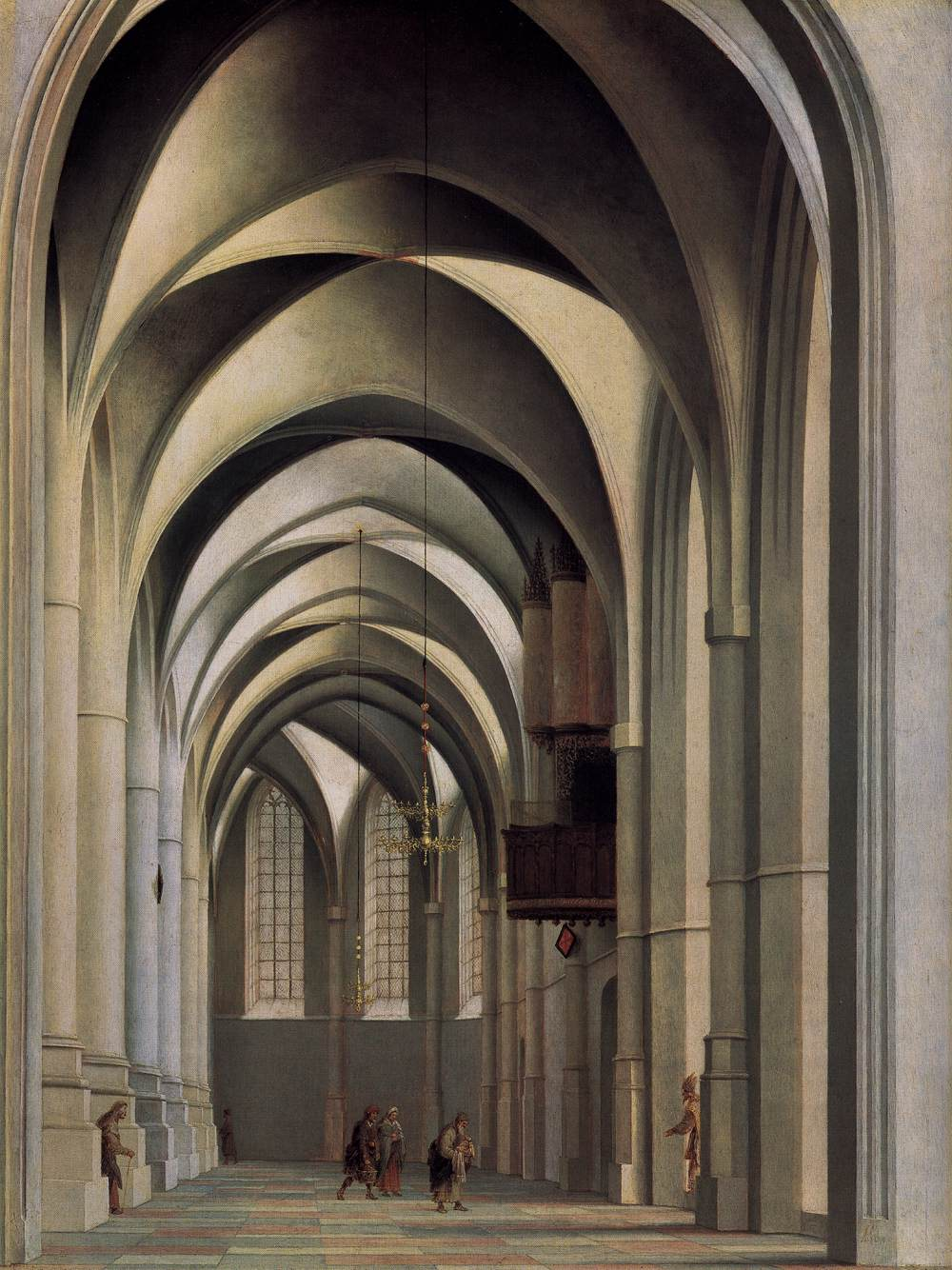
Blik op de kooromgang van de Sint-Bavo te Haarlem, 1635, Gemäldegalerie Berlijn
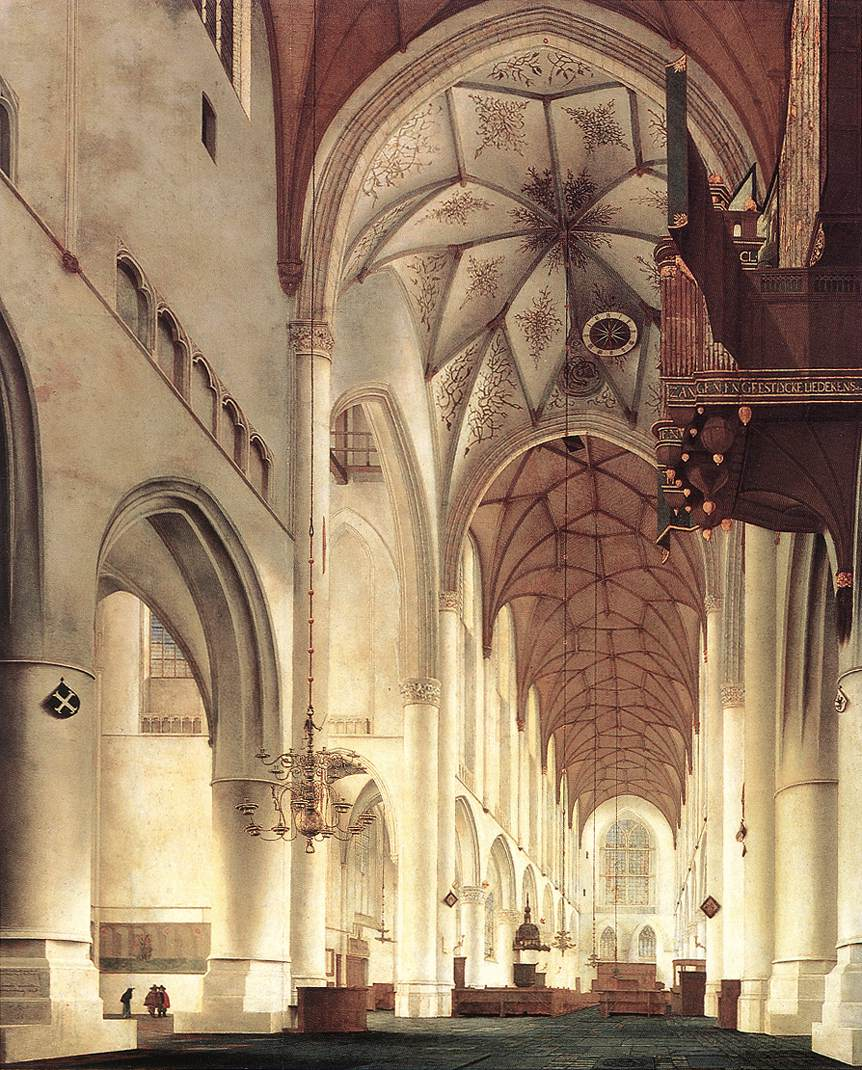
Interieur van de Sint-Bavokerk in Haarlem, 1648, Edinburgh, National Gallery of Scotland
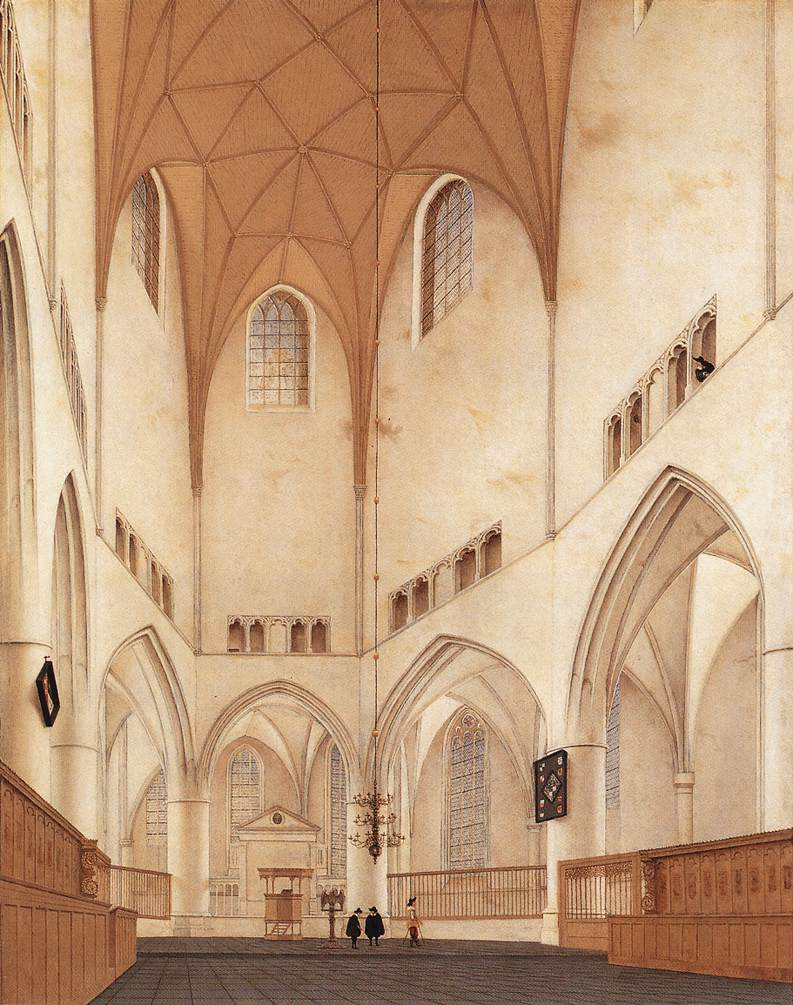
Interieur van het koor van de Sint-Bavo, 1660, Worcester Art Museum